# Halichoeres binotopsis
Halichoeres binotopsis là một loài cá biển thuộc chi Halichoeres trong họ Cá bàng chài. Loài này được mô tả lần đầu tiên vào năm 1849.

## Từ nguyên
Từ định danh binotopsis được ghép bởi tiền tố bi (trong tiếng Latinh nghĩa là "hai") và hai âm tiết trong tiếng Hy Lạp cổ đại: nôtos (νῶτος; "lưng") và ópsis (ὄψις; "tầm nhìn", ở đây có thể hiểu là "mắt"), hàm ý đề cập đến hai đốm lớn như mắt trên vây lưng của cá cái.

## Phạm vi phân bố và môi trường sống
H. binotopsis được phân bố tập trung ở khu vực Tam giác San Hô, và cũng được ghi nhận tại Singapore và Malaysia. H. binotopsis sống trên các rạn san hô viền bờ, thường tập trung ở khu vực có nền đáy đá có sự phát triển của tảo, độ sâu đến ít nhất là 15 m.

## Mô tả
H. binotopsis có chiều dài cơ thể lớn nhất được ghi nhận là 11,5 cm. Cá cái và cá con có các đường sọc ngang màu cam với nhiều chấm đen nằm trên cùng một hàng. Vây lưng có hai đốm đen lớn viền trắng xanh ở phía trước và giữa vây, một đốm tương tự nhưng nhỏ hơn nhiều ở gốc vây đuôi. Vây lưng, vây hậu môn và vùng đầu có nhiều vệt sọc màu cam (đốm ở đầu có viền xanh óng). Cá đực màu xanh lục đến lục lam, đầu có các vệt sọc đỏ cam. Trừ vây ngực trong suốt và vây bụng trắng xanh, các vây còn lại đỏ cam với các sọc đốm màu xanh lục. Dọc theo lưng có các vạch màu sẫm nâu.
Số gai ở vây lưng: 9; Số gai ở vây hậu môn: 3; Số gai ở vây bụng: 1; Số tia vây ở vây bụng: 5.

## Sinh thái học
Thức ăn của H. binotopsis là các loài thủy sinh không xương sống. Chúng sống đơn độc hoặc có thể hợp thành một nhóm nhỏ, với một con đực đầu đàn cùng bầy cá cái nhỏ hơn trong hậu cung của nó.

## Thương mại
H. binotopsis được đánh bắt trong các hoạt động buôn bán cá cảnh nhưng không phổ biến.